# Nematoscelis
Nematoscelis is een geslacht van kreeftachtigen uit de familie van de Euphausiidae.

## Soorten
- Nematoscelis atlantica Hansen, 1916
- Nematoscelis difficilis Hansen, 1911
- Nematoscelis gracilis Hansen, 1910
- Nematoscelis lobata Hansen, 1916
- Nematoscelis megalops G.O. Sars, 1883
- Nematoscelis microps G.O. Sars, 1883
- Nematoscelis tenella G.O. Sars, 1883